# Adenoglossa decurrens
Adenoglossa decurrens là một loài thực vật có hoa trong họ Cúc. Loài này được (Hutch.) B.Nord. mô tả khoa học đầu tiên năm 1976.